# ミハウ・カジミェシュ・オギンスキ
ミハウ・カジミェシュ・オギンスキ（ポーランド語: Michał Kazimierz Ogiński, 1730年 - 1800年5月31日）は、ポーランド・リトアニア共和国の有力政治家、マグナート、軍司令官、音楽家、作曲家。伯爵、のち公（帝国諸侯）。リトアニア語名ミーコラス・カジミェラス・オーギンスキス（リトアニア語: Mykolas Kazimieras Oginskis）。

## 生涯
オギンスキは18歳の時に国家書記官であるリトアニア紋章書記官に任じられ、その政治的キャリアの第一歩を踏みだした。1761年、「ファミリア」の長老であるリトアニア大法官ミハウ・フリデリク・チャルトリスキの娘アレクサンドラと結婚した。
1764年の国王自由選挙ではロシアの推す国王候補の一人となった。この選挙で妻の従弟にあたるスタニスワフ・アウグスト・ポニャトフスキが王位につくと、オギンスキはその代わりにヴィリニュス県知事の地位を得た。その後、オギンスキは反ロシアを掲げるバール連盟に参加したが、ロシアのアレクサンドル・スヴォーロフ将軍にストウォヴィツェの戦いで敗れたのちは、亡命を余儀なくされた。1768年に彼は帰国すると共和国において第2位の軍司令官であるリトアニア大ヘトマンの職につき、また1788年から1791年の四年議会では愛国派に参加した。しかしポーランド・ロシア戦争でポーランド側が敗北を喫するとヘトマン職を失い、領地スウォニムに退いた。
政治家・軍人のほか、オギンスキは高名な技術者・音楽家としての顔も持っていた。彼はピンスク～ヴォルィーニ間に道路を建設し、ヴィリニュスに工廠を造営、またドニエプル川とネマン川の流域にかかるオギンスキ運河を築いた（1765年 - 1784年）。またオギンスキ家の領地には多くの工場やマニュファクチュアを営んでもいる。彼は芸術家のパトロン、また有名な音楽家・作曲家であり、スウォニムにある彼の宮廷には2つの劇団（ポーランド人とイタリア人の2劇団）と大規模なオーケストラが召抱えられ、印刷所も置かれていた。音楽家として、彼はハープのデザインを修正し、またいくつかの楽曲を執筆したことでも知られる。